# Хинтибидзе, Элгуджа Георгиевич
Элгу́джа Гео́ргиевич Хинтиби́дзе (груз. ელგუჯა გეორგის ძე ხინთიბიძე; род. 7 июня 1937, Озургети, Грузинская ССР, СССР) — советский и грузинский филолог, доктор филологических наук, профессор, академик Академии наук Грузии (2013; член-корреспондент с 1997). Лауреат Премии имени И. А. Джавахишвили АН ГрузССР (1984).

## Биография
Родился 7 июня 1937 года в Тбилиси, Грузинской ССР.
С 1956 по 1960 год обучался на филологическом факультете Тбилисского государственного университета, по окончании которого получил специальность педагога по языку и литературы.
С 1963 года на педагогической работе в Тбилисском государственном университете в должности преподавателя, с 1965 года — доцент и одновременно с 1965 по 1966 год — заместитель декана филологического факультета, с 1974 года — профессор кафедры литературы и одновременно с 1976 по 1985 год — декан филологического факультета, с 1985 по 1993 год — проректор по научной работе этого университета и одновременно с 1988 по 2006 год — заведующий лабораторией литературных связей.
С 1992 года — руководитель картвелологического научного центра, с 2000 года — заведующий кафедрой истории древней грузинской литературы при факультете гуманитарных наук Тбилисского государственного университета. С 2006 года — директор Института истории АН Грузии.

### Научно-педагогическая деятельность и вклад в науку
Основная научно-педагогическая деятельность Э. Г. Хинтибидзе был связан с вопросами в области грузино-европейских литературных отношений и грузино-византийских литературных отношений.
С 1976 по 2018 год занимался преподавательской и научной работе в международных высших и научных учебных заведениях, в том числе таких стран как Россия в том числе Санкт-Петербург и Москва, Армения, Азербайджан,Англия, Финляндия, Канада, Португалия Италия, США, Иран, Испания, Германия, Болгария.
В 1963 году защитил кандидатскую диссертацию по теме: «Грузинские редакции „Книги упражнений“ Василия Каппадокийского», в 1974 году защитил докторскую диссертацию на соискание учёной степени доктор филологических наук по теме: «Мировоззренческие проблемы в художественной системе „Вепхисткаосани“». В 1977 году ему присвоено учёное звание профессор. В 1997 году был избран член-корреспондентом, а в 2013 году — действительным членом НАН Грузии. Э. Г. Хинтибидзе было написано более двухсот сорока научных работ, в том числе монографий, и научных статей на различных языках мира.

## Награды
- Премия имени И. А. Джавахишвили АН Грузинской ССР (1984)[1][2][3]